# Episodi di Delitti in Paradiso (settima stagione)
La settima stagione della serie televisiva Delitti in Paradiso, composta da 8 episodi della durata di 60 minuti l'uno, è stata trasmessa in prima visione assoluta nel Regno Unito da BBC One dal 4 gennaio al 22 febbraio 2018. Danny John-Jules lascia la serie. Ginny Holder entra come guest ricorrente nella stagione, per poi uscirne al termine della stessa, fino al suo ritorno nell'undicesima stagione.
In Italia la stagione è stata trasmessa in prima visione da Rai 2 dal 1º luglio al 26 agosto 2018.
| nº | Titolo originale              | Titolo italiano               | Prima TV Regno Unito | Prima TV Italia |
| -- | ----------------------------- | ----------------------------- | -------------------- | --------------- |
| 1  | Murder from Above             | Omicidio dall'alto            | 4 gennaio 2018       | 1º luglio 2018  |
| 2  | The Stakes Are High           | Posta in gioco                | 11 gennaio 2018      | 1º luglio 2018  |
| 3  | Written in Murder             | Scritto nell'omicidio         | 18 gennaio 2018      | 8 luglio 2018   |
| 4  | The Healer                    | Il guaritore                  | 25 gennaio 2018      | 15 luglio 2018  |
| 5  | Murder on the Day of the Dead | Omicidio nel giorno dei morti | 1º febbraio 2018     | 22 luglio 2018  |
| 6  | Meditated in Murder           | Omicidio premeditato          | 8 febbraio 2018      | 29 luglio 2018  |
| 7  | Dark Memories                 | Oscuri ricordi                | 15 febbraio 2018     | 19 agosto 2018  |
| 8  | Melodies of Murder            | Sinfonia mortale              | 22 febbraio 2018     | 26 agosto 2018  |

## Omicidio dall'alto
- Titolo originale: Erupting in Murder
- Diretto da: Jonathan Gershfield
- Scritto da: Robert Thorogood

### Trama
Philip Marston è il proprietario di una vasta catena di alberghi di lusso, ha tre figli ovvero Karen, Stephen e Pearl, sta per sposarsi con Diane Smith, la cerimonia si tiene in uno dei suoi alberghi, Karen intrattiene gli ospiti facendo un discorso mentre Philip riceve sul cellulare un messaggio dalla fidanzata la quale sembra volersi togliere la vita; Philip preoccupato va nella suite di Diane la quale è chiusa dall'interno, tenta di parlare con Diane che gli chiede di lasciarla in pace, Philip sfonda la porta e poi si affaccia sulla terrazza venendo raggiunto da Pearl e Stephen e tutti e tre vedono Diane morta, caduta proprio dalla terrazza della sua suite.
Mooney indaga sul caso, sembra un suicidio, tutti avevano un alibi e la porta era chiusa dall'interno, era impossibile che qualcuno potesse entrare, buttare giù dalla terrazza Diane e poi uscire, inoltre era stata umiliata quando un giornale scandalistico aveva pubblicato la notizia che in passato quando aveva 15 anni ebbe un figlio che diede in adozione, l'informazione è stata fornita da una fonte anonima. Mooney però nota una cosa strana: Diana aveva messo smalto solo all'unghia del pollice sinistro, inoltre il tappo del flacone di smalto non è chiuso bene, lei era una donna molto ordinata, e questa distrazione non sembra coincidere con la natura della vittima.
Ormai in Mooney si è fatta strada l'idea che qualcuno abbia fatto pubblicare la notizia del figlio illegittimo di Diane per umiliarla e far sembrare più probabile il suicidio, ma lui non ha nessun dubbio sul fatto che la donna è stata uccisa. Le figlie di Philip non avevano un buon rapporto con la fidanzata del padre, ad esempio rimproverava spesso Pearl la quale ha fatto vari lavori come attrice e modella, ma niente di duraturo e infatti Diana aveva cercato più volte di farle pressione per convincerla a essere più indipendente, Karen invece è sul punto di subentrare al padre come CEO dell'attività di famiglia e voleva che Diane firmasse un contratto prematrimoniale ma lei si rifiutò di accontentarla.
Dwayne scopre che Stephen si era rivolto a un ufficio di cambio valuta per riscuotere 20 000 dollari, Florence intanto ha scoperto che il direttore dell'hotel dove Diane è morta, Oliver Fitzwarren, pur non avendo esperienza alberghiera, ha ottenuto una posizione di prestigio solo perché è un amico di Stephen il quale gli ha offerto il lavoro, dopo che Oliver aveva avuto un'accusa per insider trading. Oliver confessa a Florence e Mooney che Diane voleva che venisse sporta denuncia contro Stephen per molestie sessuali, infatti aveva importunato una cameriera dell'hotel, Stephen voleva usare quei soldi affinché la cameriera ritirasse la denuncia
Essendo Philip un uomo molto influente a Saint Marie, chiede a Patterson di bloccare l'indagine non accettando che Mooney continui a importunare i suoi figli. Patterson costringe Mooney e concludere l'indagine, la morte di Diana è stata probabilmente un suicidio e l'ispettore non è riuscito a trovare nemmeno una prova che possa confermare il contrario. Mooney chiude il caso, almeno finché non realizza che aveva condotto la sua indagine dal punto di vista sbagliato, si era domandato come avesse fatto l'assassino a entrare e uscire dalla suite di Diane benché la porta fosse stata chiusa dall'interno, ma adesso ha capito che la scena del crimine è un'altra.
Mooney fa convocare Philip e i suoi figli, pronto a smascherare il colpevole, Karen inizia ad agitarsi e tenta la fuga ma Florence riesce a fermarla e ad ammanettarla. Mooney spiega a Philip che è stato Stephen a uccidere Diane con la complicità delle sue sorelle, loro odiavano Diane la quale più volte si è rivelata una donna dai saldi principi morali e non influenzabile, il padre non ha fatto che viziarli e Diane, disgustata dalla loro superficialità, rappresentava una minaccia. Mentre Daine si stava mettendo lo smalto alle unghie, Pearl bussò alla sua porta per chiederle di andare a trovare Stephen nella sua suite, mentre Pearl rimase in quella di Diane e la chiuse dall'interno, e usando il cellulare di quest'ultima mandò un messaggio al padre per fargli credere che Diane volesse togliersi la vita, intanto Diane era entrata nella suite di Stephen mentre Pearl, nella suite di Diane imitò la sua voce quando Philip sfondò la porta, e in quel momento Stephen gettò Diane dalla terrazza della sua suite che era proprio sopra quella della vittima (era stato Stephen a disporre le prenotazioni delle varie camere dove tutti avrebbero alloggiato) nessuno tra gli invitati aveva visto Stephen buttare Diane giù dalla terrazza dato che Karen aveva attirato la loro attenzione mentre faceva il discorso. Philip non aveva notato la presenza di Pearl nella suite di Diane dato che mentre lui si era affacciato sulla terrazza, la ragazza si era nascosta in un'altra camera. Era stata Pearl a dare ai giornali la notizia del figlio che Daine aveva avuto da adolescente per umiliarla e rendere il suicidio più credibile. Philip è impietrito dalla cattiveria dei suoi figli e li supplica di discolparsi dalle accuse di Mooney ma non trovano il coraggio di farlo, tutti e tre ammettono la loro colpevolezza e vengono arrestati.
Siobhan decide di ritornare in Inghilterra dato che le è stato offerto un lavoro come insegnante in un'università, quindi lascia Saint Marie, per la prima volta Mooney rimane da solo, senza più una famiglia, ma poi si rende conto che può contare sui suoi colleghi, che ormai per lui sono diventati degli amici.

## Posta in gioco
- Titolo originale: The Stakes Are High
- Diretto da: Stewart Svaasand
- Scritto da: Robert Thorogood e Jake Riddell

### Trama
Bobby Rodrigues è un giocatore di poker professionista di Chicago, che deve giocare la finale in diretta televisiva contro i suoi tre avversari, la moglie Melanie Devaux, Eugene Sutton e Ray Campbell, durante il gioco però Bobby inizia a sentirsi male e poi cade a terra morto.
Florence ha avuto una slogatura alla caviglia, quindi sarà Dwayne ad affiancare Mooney nell'indagine della morte di Bobby, la causa di morte è avvelenamento, Mooney notando il colore delle dita della mano sinistra capisce che il veleno che ha ucciso Bobby è stato assimilato dal suo corpo per contatto fisico, proprio dalle dita, lui è morto novanta minuti dopo l'inizio della finale, sia il sigaro che fumò che le carte non contengono veleno, tranne una, ovvero l'asso di picche, ne erano presenti due, JP scopre che è cosparso di batracotossina veleno che si estrae dalla rana dorata.
Mooney non ha nessuna conoscenza del poker, quindi cerca di impararne le basi sentendo che il gioco di carte è in qualche modo correlato all'omicidio di Bobby, inoltre non capisce come l'assassino sapesse che proprio Bobby avrebbe maneggiato la carta avvelenata, anche perché tra i giocatori nessun altro si è sentito male, ciò vuol dire che solo Bobby ha toccato l'asso di picche pregno di veleno. Gli unici vicino a Bobby durante i novanta minuti di gioco erano i suoi avversari, oltre a Adelaide, la mazziera, uno di loro è sicuramente l'assassino.
Les Doyle, il direttore del torneo, spiega a Mooney e Dwayne che erano previsti cinque mazzi di carte per la finale, tutti conservati in una valigia custodita in una cassaforte, i mazzi erano avvolti nella plastica, ciò non fa che rendere più complicato intuire in che modo l'assassino ha inserito l'asso di picche avvelenato nel mazzo se era così ben protetto e inoltre Mooney non riesce a capire come abbia fatto il colpevole a far sì che proprio Bobby afferrasse la carta avvelenata.
Florence scopre che Ray è pieno di debiti, il premio per il vincitore della finale è di 3 000 000 di dollari, Bobby era il favorito della competizione, e infatti Ray aveva un valido movente per ucciderlo, così come Eugene, infatti Bobby stava studiando da tempo il suo gioco, e Mooney capisce che Eugene imbroglia contrassegnando le carte con un liquido UV invisibile a occhio nudo, tranne se indossando degli occhiali da sole. Florence indaga su Adelaide, e scopre che lei e Bobby si erano visti qualche giorno prima in un hotel, Adelaide confessa a Mooney di essere la figlia di Bobby, lui ebbe una storia con sua madre e quando rimase incinta decise di abbandonarla, dopo tanti anni Adelaide aveva preso la decisione di incontrarlo.
Eugene confessa alla polizia che sebbene Bobby avesse scoperto come barava, non lo avrebbe mai minacciato anche perché pure Eugene conosceva qualche segreto imbarazzante del rivale: una volta aveva quasi indotto la moglie al suicidio quando lei lo sorprese a baciare un'altra donna. Melanie ammette che in passato Bobby beveva, e ciò lo portava a essere irresponsabile, ma ormai lo aveva perdonato già da tempo anche perché Bobby aveva smesso di bere da tanto, ed era diventato un uomo migliore, in effetti anche JP conferma che la vittima frequentava gli alcolisti anonimi. Mooney chiede a Melanie se lei era a conoscenza del fatto che Adelaide fosse la figlia illegittima di Bobby, e lei ammette che il marito le aveva raccontato tutta la verità.
Mooney, insieme a Dwayne, Florence e JP decide di ricreare le circostanze della partita per avere più chiara la situazione, capendo che lo sbaglio che ha fatto è stato quello di concentrarsi sull'asso di picche, quando l'assassino in realtà ha ucciso la vittima in un altro modo. Mooney ha scoperto che l'assassina è Melanie, è stata ripresa dalla videocamera dell'albergo dove Bobby si era incontrato con Adelaide, lei aveva frainteso la situazione credendo che Bobby la tradisse, e quindi ha ucciso il marito durante la partita mettendo la batracotossina sulla punta del sigaro che Bobby aveva toccato quando lo aveva tagliato, il veleno non era stato trovato perché fumando il sigaro la punta si era consumata, poi Melanie ha messo sul tavolo l'asso di picche in cui era stato intinto il veleno sperando che la polizia pensasse che fosse Adelaide la colpevole dato che era lei la mazziera. Solo quando Mooney le spiegò che Adelaide era la figlia di Bobby capì di aver fatto un errore, fu in quel momento che scoprì che Bobby era il padre di Adelaide, aveva finto di non esserne sorpresa e che ne era già a conoscenza, ma solo perché essendo una giocatrice di poker professionista è abituata a far sì che le sue espressioni facciali non tradiscano il suo vero stato d'animo.
Melanie viene arrestata, e la polizia costringe Eugene a ritirarsi dal torneo alla luce dei suoi imbrogli. La casa di Dwayne si allaga e quindi Mooney gli dà ospitalità nel suo bungalow, poi Mooney si mette a giocare a poker con i suoi colleghi battendoli, infatti aleggia il sospetto che lui abbia mentito fin dall'inizio sulla sua poca conoscenza del poker e che in realtà è sempre stato un giocatore esperto.

## Scritto nell'omicidio
- Titolo originale: Written in Murder
- Diretto da: Jonathan Gershfield
- Scritto da: Robert Thorogood e Justin Young

### Trama
Francis O'Toole è un romanziere di successo lui e la moglie Valerie ospitano nella loro villa Gilly, l'assistente di Francis, e anche Larry, l'agente dello scrittore. Francis passa la notte a festeggiare insieme a Valerie, Larry e Gilly i suoi 40 anni di carriera, ma il mattino dopo viene ritrovato morto su una spiaggia con un coltello conficcato nel petto.
Mooney indaga sulla morte dello scrittore, alcuni pescatori confermano che fosse andato in spiaggia di prima mattina per nuotare, Francis aveva anche lasciato un biglietto alla moglie mentre lei dormiva proprio per spiegarle che era uscito per rinfrescarsi. Francis stava lavorando a un nuovo romanzo, inoltre JP e Dwayne trovano un fax con fotocopiato un contratto che Francis voleva firmare con un nuovo agente. Larry ammette che Francis da molto tempo aveva smesso di scrivere romanzi di successo, voleva tagliare i ponti con Larry per lavorare con un nuovo agente, questo lo rende un valido sospettato, infatti ora che Francis è morto ciò porterà i lettori ad appassionarsi ai suoi romanzi e quindi Larry, che per contratto ha diritto a un decimo dei proventi, non potrà che beneficiarne.
La polizia indaga su Gilly, prima di accettare un impiego come assistente di Francis, lavorava per una libreria a Stoke sperando di diventare una scrittrice ma senza ottenere successo, Mooney nota alcune cose strane nel bagno dell'alloggio di Gilly, ad esempio gli asciugamani odorano di dopobarba e la doccia è regolata ad altezza d'uomo: Mooney ha capito che un uomo frequenta la sua camera da letto, e lei ammette che Francis era il suo amante, avevano anche deciso di fare un viaggio insieme a Praga.
All'esterno della villa vengono trovate delle tracce di pneumatici probabilmente appartenenti a uno scooter, sembra che qualcuno stesse osservando la villa, inoltre dalle analisi sotto le unghia della vittima vengono rilevate tracce di ossido di ferro e poliuretano, dato che spesso vengono usate per la manutenzione delle barche Mooney deduce che prima di morire Francis deve essere salito su un'imbarcazione. JP e Dwayne controllano tra le barche che avevano lasciato il porto durante l'ora della morte di Francis, e ne trovano una capendo che è quella giusta, dato che c'è il sangue di Francis: è morto proprio su quella barca, che a quanto pare è intestata a un uomo di nome Otis Falconer, viene anche avanzata l'ipotesi che il misterioso uomo è colui che spiava la villa di nascosto con lo scooter, solo per scoprire che si trattava di Dean, l'ex fidanzato di Gilly, il quale voleva tenerla d'occhio.
JP scopre da un agente immobiliare che il misterioso Otis Falconer ha acquistato una villa nell'isola di Saint-Michel, vicina a Saint Marie, quindi Mooney va a ispezionarla trovando del tè nella cucina dell'abitazione, capendo finalmente in che modo è morto Francis.
Mooney spiega a Valerie che ormai ha capito che lei e il marito avevano tentato di manipolare tutti fin dall'inizio, Francis aveva deciso di inscenare una falsa morte, i suoi libri non avevano più successo, quindi aveva deciso di inscenare la sua morte adottando poi l'identità fittizia di Otis Falconer che in realtà era semplicemente l'anagramma del suo nome, limitandosi a eliminare una "O" infatti tutti avrebbero creduto che fosse morto mentre nuotava scomparendo tre le acque del mare, ma usando la barca avrebbe raggiunto la villa a Saint-Michel e poi Valerie lo avrebbe raggiunto lì, tutti avrebbero pensato che fosse morto e questo avrebbe incrementato le vendite dei suoi libri, così Francis e Valerie avrebbero vissuto di rendita. Francis aveva lasciato il biglietto alla moglie prima di uscire di casa per rendere la sua scomparsa più credibile, inoltre non stava realmente lavorando a un nuovo romanzo, e non intendeva nemmeno firmare un contratto con un altro agente né tanto meno viaggiare a Praga con Gilly: era tutta una messa in scena dato che nessuno avrebbe mai creduto che con così tanti progetti in sospeso la scomparsa di Francis fosse voluta, Mooney ha capito tutto quanto nel momento in cui ha visto il tè nella cucina della villa che Francis aveva comprato con lo pseudonimo di Otis Falconer, era risaputo che Francis amasse il tè e in quell'istante aveva capito che erano la stessa persona. Mooney ha capito che il piano è fallito quando Gilly aveva scoperto tutto quanto e ha pugnalato Francis sulla barca quando aveva preso il largo gettandolo in acqua, lei si sentiva presa in giro dall'uomo di cui si era innamorata, Mooney la costringe a confessare dato che comunque sarebbe stato facile trovare il DNA di Gilly sulla barca, quest'ultima viene quindi arrestata.
Ora che Dwayne vive insieme a Mooney nel bungalow per lui la convivenza si rivela difficile dato che l'ispettore è un uomo invadente, inoltre Mooney gli rovina una cena romantica con Darlene, una donna con cui ha iniziato a uscire, ma poi Mooney si fa perdonare quando convince Darlene a concedere a Dwayne un'altra possibilità.

## Il guaritore
- Titolo originale: The Healer
- Diretto da: Stewart Svaasand
- Scritto da: Robert Thorogood e Tom Higgins

### Trama
Il reverendo Steadman King, carismatico predicatore che ha fama di essere un guaritore, nato a Saint Marie torna nella sua isola insieme alla moglie Amelia dopo aver avuto tanto successo negli Stati Uniti. Steadman tiene un sermone guarendo coloro che sono afflitti dai loro mali, facendo bere dell'acqua dal un calice, ma l'ultima a bere l'acqua, ovvero Fabienne Jordan, muore poco dopo davanti a tutti.
Patterson decide di integrare nella squadra un cane dell'unità cinofila, intanto Mooney deve indagare sulla morte di Fabienne, la quale era stata accompagnata al sermone dal nipote Dashel, aveva perso la vista a causa di un tumore benigno, lei e Steadman in passato ebbero una relazione, prima che lui lasciasse Saint Marie. La donna è morta per avvelenamento, nel calice da cui ha bevuto è stata riscontrata una quantità concentrata di nicotina, che però non c'è nella brocca dalla quale è stata versata l'acqua, inoltre le altre persone che avevano bevuto dal calice stanno bene, ciò vuol dire che la nicotina è stata direttamente versata nel calice poco prima che Fabienne bevesse l'acqua.
Dwayne scopre che Dash lavora nella ristorazione ma il suo ristorante sta attraversando un brutto momento, lui era l'unico erede di Fabienne che aveva deciso di intestargli tutto il suo denaro, Dash non nega che l'eredità della zia gli faccia comodo, ma giura di non averla uccisa lui. Scavando a fondo nel passato di Steadman viene a galla il nome di Wallace, era un suo amico in effetti avevano lasciato Saint Marie insieme, ma Dwayne facendo delle ricerche non trova nulla su Wallace, si sono perse le tracce su di lui, non ha nemmeno la previdenza sociale.
Steadman è un uomo molto benestante, infatti tramite le donazioni che riceve ha accumulato molte ricchezze, Amelia in realtà non è veramente sua moglie, la donna confessa a Mooney che Steadman è gay, il loro finto matrimonio è solo una facciata, la verità stava venendo a galla ed è per questo che hanno lasciato gli Stati Uniti, ma intendono operare in Europa. Mooney decide di andare con la squadra nella vecchia casa dove abitava Steadman a San Boullestre, e lì il cane che Patterson ha assegnato al gruppo, trova delle ossa umane nel giardino. Mooney avanza l'ipotesi che si tratti di Wallace, probabilmente Steadman deve averlo ucciso prima che lasciasse l'isola e ha seppellito il corpo nel giardino. La polizia perquisisce la villa di Steadman e trovano una bottiglia con dentro della nicotina liquida, sembra che sia la prova che è stato lui ad avvelenare Fabienne.
Steadman viene arrestato, ma Patterson rivela a Mooney che stando alle impronte dentali il corpo non è quello di Wallace. Mooney avanza l'ipotesi che Fabienne avesse scoperto che Steadman aveva ucciso Wallace e quindi il guaritore l'abbia uccisa per evitare che lei rivelasse il segreto, ma Patterson lo trova poco probabile ritenendo assurdo che Fabienne, ipotizzando che lei sapesse che Steadman fosse un assassino, sarebbe andata da lui per farsi curare le cecità. Sentendo queste parole Mooney capisce finalmente a chi appartengono le ossa e come abbia fatto Fabienne a morire.
Mooney riesce a smascherare tutti i crimini di Steadman, sia l'omicidio che il furto di identità: le ossa ritrovate appartengono al vero Steadman, infatti il guaritore è in realtà Wallace, il quale era innamorato di Steadman che però rifiutò il suo amore, e Wallace in un impeto di rabbia lo uccise, seppellì il suo corpo nel giardino della sua vecchia casa, e partì per gli Stati Uniti appropriandosi dell'identità di Steadman. Mooney ha capito che Fabienne lo aveva riconosciuto subito ma Wallace non si fece intimidire da lei, anche se lo avesse accusato di furto di identità dava per scontato che nessuno le avrebbe creduto. Mooney spiega a Wallace che il tumore di Fabienne si era aggravato, le restava poco da vivere, quindi decise di togliersi la vita e di far ricadere la colpa su Wallace per fare giustizia e vendicare Steadman: ottenne la nicotina facendo bollire del tabacco nell'acqua, poi è andata nella villa di Wallace e ha lasciato lì una bottiglia di nicotina liquida, prima di bere l'acqua dal calice di Wallace aveva messo in bocca una capsula con dentro la nicotina che si è sciolta portandola alla morte, quando aveva bevuto dal calice la nicotina si era mischiata con l'acqua, questo è il motivo per cui era stata rilevata la nicotina nel calice. Con la bottiglia di nicotina che aveva lasciato nella villa di Wallace, la speranza di Fabienne era quella che la polizia lo avrebbe creduto colpevole e incriminato, e infatti Mooney fa arrestare Wallace, grazie al sacrificio di Fabienne è stato risolto il caso della morte di Steadman.
Patterson manda via il cane, in realtà lo aveva fatto entrare nel corpo di polizia nella speranza che al dipartimento venissero elargiti più fondi, ma essendo solo un cane non è stato concesso un aumento dei finanziamenti. Dwayne non sembra volersi impegnare con Darlene, ma poi capisce di tenere a lei quando la vede insieme a un altro uomo, che in realtà è solo il fratello, quello di Darlene era solo un espediente per farlo ingelosire.

## Omicidio nel giorno dei morti
- Titolo originale: Murder on the Day of the Dead
- Diretto da: Ian Barnes
- Scritto da: Robert Thorogood

### Trama
Mooney festeggia il Fête Mouri dove a Saint Marie si celebra Baron Leve, il signore dei morti, Dwayne porta alla festa la nipotina di Darlene, intanto un uomo di nome Finn si avvicina alla polizia per chiedere aiuto, ha ricevuto un messaggio della moglie Daisy sul cellulare dove lei urlava dalla paura dato che una persona armata di coltello la stava minacciando. Catherine in veste di sindaco, presiede all'asta nello yacht club alla quale prende parte anche Patterson, venendo raggiunto da Mooney che gli chiede aiuto per cercare Daisy, la quale è pure lei socia dello yacht club, Charlotte (la quale lavora al circolo) fa notare a Patterson e Mooney che l'auto di Daisy è nel parcheggio, i due raggiungono l'auto e capiscono che la donna deve essere nelle vicinanze, e poco dopo la trovano morta sulla spiaggia lì vicino.
La vittima aveva con sé il cellulare, potendo associare l'ora della morte a quella del messaggio di aiuto inviato al marito, è morta per accoltellamento anche se ha varie ferite sulle braccia, Mooney nota che Daisy portava un fiore di jatrofa che infatti viene indossato al Fête Mouri, e dietro il fiore c'è una farfalla morta, un lepidottero per l'esattezza una cavolaia, Patterson trova che ciò sia sospettoso dato che non è possibile trovarle a Saint Marie in questo periodo dell'anno. Mooney e la squadra indagano sulla vittima, di lavoro faceva la personal trainer prima di sposarsi, si è trasferita a Saint Marie dal Wiltshire, il marito Finn invece si è arricchito creando un gioco da cellulare vendendo poi la sua compagnia, dato che l'auto della vittima si trovava allo yacht club è plausibile che sia stata uccisa lì, il direttore del circolo è Hugh Davenport, uomo benestante che in passato ha fatto la sua fortuna a Trinidad e Tobago con il petrolio, vi lavorano Charlotte nel ruolo di tesoriera e Adam come istruttore.
Mooney indagando sul matrimonio di Daisy scopre che tradiva Finn con Adam, inoltre attraverso il GPS dell'auto della vittima studia i suoi spostamenti, era andata nello studio di un avvocato divorzista, tra l'altro Hugh era attratto da lei ma Daisy trovava sgradevoli le sue attenzioni. Mooney scopre che Daisy stava facendo delle indagini su una cosa chiamata "Progetto Saint Marie" che riceveva donazioni dallo yacht club ma Catherine come sindaco conferma che non esiste nulla di simile. Mooney e Florence vanno a casa di Charlotte la quale ammette che sta attraversando un brutto momento, il suo defunto marito l'ha lasciata piena di debiti e attraverso un ente di beneficenza fittizio rubava i soldi dello yacht club e Daisy lo aveva scoperto, comunque Charlotte è disposta a vendere i suoi beni pur di risarcire il circolo. Catherine afferma che durante l'ora della morte di Daisy non aveva visto nessuno tra i membri del circolo allontanarsi, è poco probabile che l'assassino sia uno di loro, mentre Finn era in un bar con molti testimoni quando aveva ricevuto dalla moglie il messaggio sul cellulare.
La nipote di Darlene mostra a Dwayne un disegno, dove una donna con un abito identico a quello che indossava Daisy il giorno in cui è stata assassinata, viene pugnalata da un uomo, dal disegno sembra che si tratti di Finn, la bambina durante la Fête Mouri aveva visto Finn aggredire la moglie con un coltello. Mooney cerca di estorcere una confessione a Finn accusandolo di aver ucciso Daisy al Fête Mouri, e poi di aver portato il corpo nella spiaggia vicina allo yacht club, ma Finn non si lascia intimorire facendo tenere presente che durante l'ora della morte il circolo era affollato, era impossibile portare lì il corpo senza attirare l'attenzione. Mooney non ha prove per dimostrare la colpevolezza di Finn, ma poi realizza che l'ora della morte non è la stessa in cui il messaggio era stato inviato sul cellulare.
Mooney scopre chi c'è dietro alla morte di Daisy, l'assassina è Charlotte, mentre Finn è stato solo il complice, lui non voleva il divorzio per paura che Daisy gli avrebbe portato via i suoi soldi, tentò di uccidere la moglie al Fête Mouri cercando di accoltellarla, ma lei riuscì a difendersi (le ferite alle braccia se le era procurate per difendersi dall'aggressione del marito) Daisy scappò e cercò rifugio a casa di Charlotte, che però colse l'occasione per ucciderla in modo che da proteggere il suo segreto visto che Daisy sapeva che rubava soldi allo yacht club, prima azionò il registratore del suo cellulare e in seguito pugnalò Daisy mentre il cellulare registrò le urla della vittima mentre tentò di difendersi da Charlotte. Quest'ultima informò Finn di aver ucciso Daisy e si offrì di procurargli un alibi, Mooney quando andò a interrogare Charlotte a casa sua notò che stava lavando il suo motoscafo ma in realtà stava pulendo il telo cerato con cui aveva avvolto il corpo di Daisy, poi Charlotte ha guidato con l'auto di Daisy fino allo yacht club (con il corpo di Daisy nel bagagliaio) per poi portarlo sulla spiaggia, Mooney ha capito che la farfalla si era posata sul telo morendo, ed era rimasta lì per mesi, finché non è finita nel fiore che Daisy portava sul vestito quando è stata avvolta nel telo. Infine Charlotte ha preso il cellulare di Daisy e durante l'asta ha inviato un messaggio vocale a Finn, che altro non era che la registrazione sul cellulare di Charlotte nel momento in cui uccise la vittima, così ha ingannato la polizia sull'ora della morte in modo che lei e Finn avessero entrambi un alibi, era stata Charlotte a far notare a Patterson e Mooney l'auto di Daisy nel parcheggio, in modo da depistarli per qualche minuto, il tempo di raggiungere il corpo di Daisy e lasciare lì il cellulare di quest'ultima. Mooney fa arrestare sia Charlotte che Finn, ciò che voleva l'assassina era semplicemente arricchirsi, infatti era pronta ad aiutare Finn a disfarsi della moglie in cambio di soldi, ma il suo piano è andato in fumo.

## Omicidio premeditato
- Titolo originale: Meditated in Murder
- Diretto da: Ian Barnes
- Scritto da: Robert Thorogood e Damian Wayling

### Trama
Daniel e sua moglie Cressida gestiscono un centro di ritiro spirituale, al quale partecipano Gabe, Eva e Bryn, durante la lezione di meditazione Daniel si allontana dal gruppo per andare in spiaggia a fare un bagno. Poco dopo Gabe e Cressida trovano Daniel disteso per terra nel giardino di meditazione, Gabe si avvicina a lui confermando che è morto.
Mooney e la squadra aprono un'indagine, trovando accanto a Daniel una chiave, la vittima è morta per strangolamento, dai segni si evince che l'assassino ha ucciso Daniel usando la cintura di una delle divise del centro, e infatti nel guardaroba ne manca una, sicuramente è quella usata per uccidere Daniel. Quest'ultimo faceva una vita piuttosto ritirata, non interagiva con nessuno sull'isola, solo con la moglie e i gli ospiti del centro, che ha aperto per merito dei soldi di Cressida, la sua è una famiglia molto benestante del Dorset. Era un uomo abitudinario, infatti faceva sempre il bagno sulla spiaggia ogni giorno alla stessa ora, quindi è piuttosto strano che invece fosse nel giardino di meditazione.
Indagando sugli ospiti la polizia scopre alcuni dettagli delle loro vite, per esempio Gabe è stato condizionato dalla morte di sua sorella, deceduta in un incidente stradale, inoltre Bryn è in realtà un giornalista, è venuto in incognito per scrivere un articolo sul centro, e quando Daniel lo scoprì gli intimò di andarsene. Mooney scopre che Daniel era anche un marito violento e possessivo, picchiava spesso Cressida e si è impegnato per isolarla dalla famiglia.
Dwayne e JP fanno delle ricerche su Daniel ma non riescono a trovare nulla di antecedente al matrimonio con Cressida, come se non fosse mai esistito, Mooney deduce quindi che la sua è una falsa identità, e che probabilmente era un truffatore. Mooney è convinto che la chiave trovata accanto al corpo della vittima sia legata alla vera identità di Daniel dato che i truffatori conservano sempre un legame con le loro precedenti identità, e il fatto che fosse andato al giardino invece che nella spiaggia, gli fa pensare che proprio lì troverà la risposta. Dwayne usa un metal detector e nel giardino trova una cassetta di metallo chiusa a chiave, che viene aperta proprio con la chiave trovata accanto al corpo di Daniel: dentro ci sono dei soldi e i documenti con la vera identità della vittima, il suo vero nome era Michael.
Florence scopre che Michael e Eva erano soci, avevano aperto un centro di omeopatia nell'Hampshire, la abbandonò rubandole i suoi soldi e lasciandola con tanti debiti. Eva ammette che è arrivata a Saint Marie da poco, voleva che Michael le restituisse i suoi soldi. Il problema è che nessuno tra i sospettati può aver ucciso Michael dato che dal momento in cui si era allontanato a quello del ritrovamento del corpo, tutti e quattro erano insieme a praticare la meditazione. Mooney poi capisce che l'assassino ha combinato la premeditazione con la casualità per trovare sia il modo che l'opportunità per uccidere Michael.
Mooney ha capito che l'assassino è Gabe, lui studiava medicina e sa come usare i farmaci, il patologo ha scoperto che nell'organismo di Michael c'era del sedativo, Gabe lo aveva messo nel tè verde che Michael aveva bevuto, sapendo che per abitudine lui andava sempre a nuotare in spiaggia alla stessa ora, Gabe aveva calcolato il tempo in cui il sedativo avrebbe iniziato a fare effetto, così che Michael morisse mentre era in acqua per affogamento per via del sedativo. Mooney ha compreso però che l'arrivo di Eva ha rovinato il piano, per scappare da lei aveva deciso di fuggire da Saint Marie, è per questo che, invece che andare in spiaggia, era andato nel giardino, ovvero per dissotterrare la cassetta e aprirla con la chiave, così da usare i soldi per fuggire, ma il sedativo aveva iniziato a fare effetto, e quindi è crollato per terra, Gabe decise dunque di approfittarne, avvicinandosi al corpo fece credere a Cressida che fosse morto, e quando lei si è allontanata per la disperazione, ha usato la cintura della sua divisa per strangolarlo per poi disfarsene, per evitare che gli altri notassero che non aveva più la cintura, ne prese un'altra dal guardaroba: quella mancante non è la cintura usata per strangolare la vittima, Gabe l'aveva presa solo per sostituire la sua. Mooney ha capito pure dove Gabe ha nascosto la cintura che ha usato per strangolare Michael, ovvero nella scultura di argilla durante il corso di ceramica che si tiene al centro. Mooney aveva scoperto il collegamento tra Michael e Gabe, la sorella di quest'ultimo si era fatta sedurre da Michael il quale le rubò i suoi risparmi, la ragazza fu travolta dalla depressione finché non è morta nell'incidente stradale. Gabe viene arrestato non provando rimorso per aver ucciso Michael ritenendo che sua sorella meritasse di essere vendicata.
La comunità di Saint Marie decide di conferire un premio a Patterson, il quale incarica Mooney di fare un discorso durante la cerimonia, ma l'ispettore è poco ispirato anche perché nessuno conosce Patterson in ambito privato, ma nel momento in cui parla davanti ai presenti alla cerimonia, ammette che Saint Marie è un posto fantastico, e il solo fatto che abbiano ritenuto Patterson meritevole del titolo di commissario del corpo di polizia, è la prova che è un uomo degno di rispetto. Patterson, seppur conservando la sua naturale compostezza, ringrazia Mooney per le belle parole che ha speso per lui.

## Oscuri ricordi
- Titolo originale: Dark Memories
- Diretto da: Sarah Walker
- Scritto da: Robert Thorogood e James Hall

### Trama
Samuel nel cuore della notte sente il suo vicino di casa Eugene litigare con qualcuno, spaventato chiama la polizia, Dwayne e JP arrivano sul posto e trovano Eugene morto, disteso sul pavimento della sua casa, un uomo fugge, JP lo cattura e lo riconosce, si tratta di Cordell, il quale colpisce con un pugno JP scappando via.
Il mattino dopo Cordell si presenta alla stazione di polizia e si costituisce, confessando di aver ucciso Eugene, il quale era entrato misteriosamente in possesso di alcuni gioielli, voleva che Cordell li vendesse a un ricettatore con la promessa che si sarebbero spartiti il guadagno, ma Cordell aveva deciso di tenersi tutti i soldi per sé, quindi cercò di rubare i gioielli, e nel tentativo di fermarlo Eugene lo aveva aggredito colpendolo alla testa con un soprammobile uccidendolo. Cordell viene arrestato, JP prova una certa ostilità nei suoi confronti, erano compagni di scuola ed era vittima di bullismo da parte sua. Mooney nota che ci sono troppe cose che non tornano: la vittima ad esempio stringeva in mano un'arachide di cui Cordell sembra essere all'oscuro, ciò vuol dire che aveva preso in mano l'arachide dopo che Cordell lo aveva colpito, quindi era ancora vivo dopo che Cordell lo aveva aggredito.
Sebbene Mooney voglia scagionarlo dall'accusa di omicidio, Cordell si ostina a dichiararsi colpevole, come se volesse assumersi la colpa di quello che è successo per proteggere qualcuno. Cordell purtroppo ha alle spalle un brutto passato, ha dei precedenti penali, e ha svolto diversi lavori in nero. La vittima era un ristoratore, ma dall'accappatoio che indossava, di seta scadente, si evince che avesse dei problemi finanziari, la sorella Celeste (sua socia nel ristorante ereditato dalla madre) ammette che Eugene si era indebitato per via di pessimi investimenti, Eugene voleva anche vendere il ristorante ma Celeste non lo avrebbe mai permesso.
Tra i gioielli che Cordell voleva rubare Mooney nota una collana con delle lettere (LB) inoltre Dwayne chiede a un ricettatore scoprendo che i gioielli appartengono Charlie Blake, un ex criminale, le iniziali sul gioiello sono quelle della moglie, un ladruncolo li aveva rubati, ma solo dopo aver saputo quanto fosse pericoloso Blake decise di disfarsene vendendoli a Eugene. Blake spiega a Mooney che se avesse saputo che Blake era in possesso dei gioielli che gli erano stati rubati, lo avrebbe ucciso, ma non è lui il colpevole.
JP ha capito che Cordell si è innamorato, e probabilmente è proprio la donna che ama la persona che sta proteggendo, Florence ricorda che quando Cordell si era costituito aveva con sé del caffè preso da una caffetteria, ne esiste solo una sull'isola che apre di prima mattina, e percorrendo il tragitto tra la caffetteria e la stazione di polizia, trovano il cellulare di Cordell che lui aveva gettato via, intuendo che prima di costituirsi avesse avvisato colei che voleva proteggere, sul cellulare trovano una chiamata fatta a una donna di nome Marie, e JP ricorda che è la donna delle pulizie che lavora nell'appartamento di Cordell.
Marie viene arrestata, lei è in stato di gravidanza e ammette di aver causato la morte di Eugene, infatti Cordell si era rifiutato di vendere quei gioielli, al contrario Marie accettò l'offerta dato che lei e Cordell, con l'arrivo del bambino, avevano bisogno di un po' di soldi. Marie era riuscita a vendere un po' dei gioielli consegnando i soldi a Eugene, ma quando aveva scoperto che appartenevano a Blake decise di non aiutarlo più, Eugene non prese molto bene il rifiuto di Marie e i due iniziarono a litigare, le urla sentite da Samuel erano quelle di Eugene e Marie, quest'ultima prese un soprammobile e tentò di colpire Eugene, che per difendersi inciampò sbattendo sul bordo del tavolo. Marie avvisò Cordell che raggiunse la casa di Eugene, poi quando fuggì dopo aver aggredito JP, decise il mattino dopo di assumersi la colpa per proteggere Marie, prima di andare alla stazione di polizia telefonò alla sua fidanzata per dirle ch si sarebbe preso la colpa al suo posto.
Mooney però non ritiene che il caso sia chiuso, ancora non capisce perché la vittima teneva in mano un'arachide, inoltre sebbene Marie avesse affermato che Eugene era morto sbattendo la testa contro il tavolo, ci sono comunque tracce del suo sangue sul soprammobile, tra l'altro la polizia non ha nemmeno trovato i soldi che Marie gli aveva consegnato dalla vendita dei gioielli. Mooney capisce poi che l'assassino è Samuel, infatti facendo una perquisizione a casa sua Florence trova un barattolo pieno di arachidi, ma Samuel è scappato, quindi Mooney si limita a spiegare a Blake, Celeste, Cordell e Marie in che modo Samuel ha ucciso Eugene: quando aveva sentito Eugene litigare con Marie chiamò la polizia, ma dopo che la ragazza fuggì, entrò nell'abitazione di Eugene e fu solo un caso che trovò i soldi che Marie gli aveva dato, che Eugene nascose dentro al barattolo dove conservava le arachidi, e Samuel quindi lo rubò, ma Eugene era ancora vivo, pur sbattendo la testa contro il tavolo, era sopravvissuto, e vedendo Samuel rubare il barattolo con dentro i soldi, cercò di fermarlo, ma Samuel lo colpì alla testa proprio con il soprammobile con cui Marie prima aveva tentato di colpirlo, prima di morire Eugene afferrò con la mano un'arachide che era caduta dal barattolo quando aveva tentato di fermare Samuel.
Dwayne avvisa la guardia costiera, Samuel è sicuramente scappato in un'altra isola, probabilmente riusciranno ad arrestarlo, Marie però verrà comunque incriminata per tentato omicidio, sperando che il tribunale sia clemente con lei. Cordell si scusa con JP per tutte le volte che lo trattava male, lui lo perdona facendo supporre che forse potrebbero diventare amici. Mentre Dwayne è insieme a Darlene, riceve l'inaspettata visita di suo padre Nelson.

## Sinfonia mortale
- Titolo originale: Melodies of Murder
- Diretto da: Sarah Walker
- Scritto da: Robert Thorogood e Will Fisher

### Trama
I Rangers, un complesso musicale reggae molto famoso a Saint Marie, si riunisce dopo tanti anni, Mooney assiste a un concerto e poi arriva Patterson, è stato chiamato da un membro della band, Billy, il quale vorrebbe dargli una cosa: un indizio sul caso della morte di Jasmine, la moglie di Billy assassinata 30 anni prima. Billy è nel suo camerino, che però è chiuso a chiave, quindi Mooney sfonda la porta e trova Billy morto per un colpo d'arma da fuoco, con la pistola in mano.
Billy è morto poco dopo aver informato Patterson che aveva trovato una prova che avrebbe rimesso in discussione la morte di Jasmine, non può essere una coincidenza, il caso dell'omicidio di Jasmine fu il primo di cui Patterson si occupò dopo la promozione a detective, a quel tempo a Saint Marie c'era una forte ondata di crimine, Jasmine venne uccisa con la sua stessa sciarpa per strangolamento, il corpo venne ritrovato su una spiaggia, Patterson aveva dedotto che fosse stata uccisa altrove da un rapinatore e che poi l'assassino avesse portato il corpo sulla spiaggia. La chiave era nella parte interna della serratura della porta del camerino, anche se la pistola è in mano a Billy sembra improbabile che si sia tolto la vita, Mooney nota che accanto al corpo della vittima c'è una forchetta, Kai (il figlio di Billy) spiega a Mooney che infatti a volte, come metodo rudimentale, viene usata per sostituire il capotasto della chitarra, alla quale manca una corda.
Se l'assassino ha ucciso Billy per via di un indizio che avrebbe potuto fare luce sulla morte di Jasmine è ovvio che la morte della moglie è legata a ciò che è appena successo, ciò significa che Mooney deve risolvere due omicidi, uno a 30 anni di distanza dall'altro. Intanto Dwayne cerca di evitare in tutti i modi Nelson, che però non si dà per vinto: resterà a Saint Marie finché non riuscirà a riallacciare il rapporto col figlio, Mooney gli dà pure ospitalità nel suo bungalow.
Indagando su Jasmine la polizia scopre che tutti i membri della band avevano un motivo per volerla morta, Delmar perse tutti i soldi che aveva investito nel tour che non c'è mai stato dato che Jasmine allontanò il marito dall'ambiente musicale dato che era diventato dipendente dagli alcolici e le droghe, Maya invece amava Billy ed era gelosa visto che lui non la ricambiava dato che amava solo sua moglie, e infine Leon il quale ebbe una storia con Jasmine, quest'ultima voleva raccontare tutta la verità al marito ma Leon temeva che ciò, oltre alla loro amicizia, avrebbe distrutto anche la band.
Nelson confessa a Mooney che abbandonò la famiglia per tentare la carriera musicale, ma fallì e non ebbe il coraggio di tornare dalla moglie e dal figlio perché si vergognava dei suoi insuccessi. Mooney non riesce a capire come abbia fatto l'assassino a sparare a Billy e a fuggire dal camerino se la porta era chiusa a chiave dall'interno, poi però ha un'intuizione e smonta la chitarra di Billy, trovando dietro il battipenna un biglietto scoprendo chi è il colpevole.
Mooney fa convocare Kai, Maya, Leon e Delmar spiegando ai quattro che l'assassino è uno di loro, la persona che uccise Jasmine è la stessa che ha ucciso Billy. Mooney ha scoperto che a uccidere entrambi è stato Leon, la morte di Jasmine devastò Billy al punto che si distanziò dal ricordo della moglie, mise tutta la roba di Jasmine in un magazzino, solo di recente, con la band rimessa in piedi, decise di farsi forza e di andare nel magazzino immergendosi nei ricordi, e trovò in una delle giacche di Jasmine un biglietto dove le veniva chiesto di andare alla spiaggia (dove venne trovato il corpo della donna) e così Billy capì che l'assassino l'aveva uccisa lì, Leon infatti le diede appuntamento sulla spiaggia e la uccise. Fu un caso che Leon avesse ascoltato di nascosto Billy mentre telefonò a Patterson per informarlo dell'indizio (Billy lo aveva nascosto all'interno della chitarra) Leon entrò nel suo camerino e gli sparò, mise la pistola in mano a Billy per farlo sembrare un suicidio. Leon chiuse la porta dall'esterno e poi la sfondò, successivamente prese la forchetta e una delle corde della chitarra di Billy: legò la corda alla forchetta, poi uscì dal camerino e fece passare la corda da sotto la porta e la tirò, in modo che la corda si staccasse dalla forchetta e che essa bloccasse la porta rimanendovi incastrata dopo aver messo la chiave nella serratura dalla parte interna. Mooney aveva chiesto a Florence di fare una ricerca sui resoconti finanziari di Leon scoprendo che aveva affittato una casa, un anno prima della morte di Jasmine, era in quella casa che Leon e Jasmine si vedevano di nascosto quando avevano iniziato la loro relazione, e Kai era nato due mesi prima della morte della madre, infatti il padre di Kai è Leon e non Billy, non volendo continuare a mentire al marito Jasmine aveva deciso di dirgli la verità ma Leon decise di impedirglielo uccidendola. Kai è disgustato nell'apprendere che il suo vero padre è un assassino, mentre Leon viene arrestato.
Dwayne continua a trattare con ostilità Nelson sentendo che, nell'eventualità in cui decidesse di dargli una seconda possibilità, mancherebbe di rispetto alla memoria di sua madre, ma alla fine Catherine lo convince a riconsiderare la sua posizione, almeno per dare un po' di sollievo a Nelson. Mooney festeggia il caso risolto nel suo bungalow insieme a Florence, JP, Nelson, Catherine e Dwayne, quest'ultimo decide di trattare suo padre in maniera più amichevole tentando con lui una riconciliazione.